# 飯田つのみ
飯田 つのみ（いいだ つのみ 1955年6月22日 - ）は、東京都品川区東大崎生まれ、茨城県水戸市育ちの、作詞家・作家である。日本音楽著作権協会会員。茨城キリスト教学園中学校・高等学校。

## 略歴・人物
実の父親(S.7生)は当時ハワイアンバンドに在籍、父親のハワイアン出身の音楽仲間はプロダクション設立その他音楽業界の世界に多い。芸能界の昭和７年会に所属。
1983年、「黄昏みなと」歌：八代亜紀、作曲：藤本卓也(センチュリーレコード)古賀政男音楽賞受賞記念アルバム収録。
1999年、日本楽友会(遠藤実最高顧問)に参加。
1999年より「演歌だよ～」「Winners in Music（ウィナーインミュージック）」という音楽ポータルサイトを13年間主宰。
2014年 音楽レーベル設立／SMART SET FRIENDLY RECORD 。
2015年 八代亜紀ヒット歌謡１４「日本海」復刻版リリース 「黄昏みなと」 歌：八代亜紀 作詞：飯田つのみ 作編曲：藤本卓也。
2017年より電子書籍＆書籍「これって、ネット恋愛？～爺ちゃんの恋愛白書」「ネット犯罪の温床 ふたりの恋愛白書」「覚醒剤なんか要らない！」「罪と更生 懺悔の値打ち」などの更生問題に関する本の執筆と放送分野での活動をしている。薬物問題等で拘置所・刑務所に収監されている人達との手紙交換をしてきた。受刑者のリクエストにより福岡刑務所で飯田つのみが作詞の「黄昏みなと」歌唱：八代亜紀が何度か流れた。

## エピソード
女優中島ゆたかの同窓生で当時は親交があった。中島より3歳下である。
日本人ではあるが親韓派で韓国総合リンク集を運営していた頃に、佐藤勝巳所長の「現代コリア研究所」にリンクされていた。佐藤はその後「救う会」の初代会長として活動していた。
韓国TUメディアの常務取締役であった金榮培（キム・ヨンベ）（現韓国SKテレコム顧問・大学教授）とも親交があり、金氏は韓国SKテレコムと日本モバイル放送の日韓共有衛星DMBを打ち上げた際の重要な位置にあった人物である。
歌手の金蓮子（キム・ヨンジャ）のオフィシャルサイト管理を15年間任された。
鉄ちゃんブルーリボンの会（会長：荒木和博）の会員である。
元ディフェンス・レビュー・フォーラム（ミリタリー諜報）会員であった。
元落合信彦 勝ち組クラブ会員であった。
元更生保護活動メンタルヒーリングクラブを主宰していた。
亡大叔父は米海軍の軍人、亡夫は海上自衛隊の自衛官であった。
現在は元公安で外事警察のセキュリティコンサルタント勝丸円覚氏の応援活動をしている。

## プロフィール
- 1981年「作詩道場」会員
- 1983年「黄昏みなと」歌：八代亜紀(センチュリーレコード)古賀政男音楽賞受賞記念アルバム収録
- 1983年 茨城歌謡作家協会（磯部たけを会長）会員
- 1999年 日本楽友会 (遠藤実最高顧問) 会員
- 1999年 演歌のポータルサイト「西暦2000年 演歌だよ～」主宰
- 2010年 Winners in Music（ウィナーインミュージック）主宰
- 2011年 飯田つのみ作詞活動三十周年記念曲収録
- 2015年 八代亜紀ヒット歌謡１４「日本海」復刻版リリース 「黄昏みなと」 歌：八代亜紀 作詞：飯田つのみ 作編曲：藤本卓也
- 2017年 SMART SET FRIENDLY RECORD 設立
- 2017年 アルバム「旅路は仁義五十年」（書籍「これって、ネット恋愛？～爺ちゃんの恋愛白書」テーマ曲）
- 2019年「ハッピー！私達は幸せです！」
- 2019年「Times on the table(テーブルの上の思い出たち)」（SMART SET FRIENDLY RECORD）
- 2020年「ハッピー！私達は幸せです！」カラオケJOYSOUNDにて配信

## 番組出演
- ほのぼの演歌製作中（2000年 FM市川）
- 京都太秦にんじゃＴＶ（2018年6月）
- 健と永樹のオンリーワンラジオ　(FMうじ/88.8MHz)（2018年10月＆11月）

## 書籍出版
- 電子書籍＆書籍「これって、ネット恋愛？～爺ちゃんの恋愛白書」（2017年8月21日）[3]
- 電子書籍＆書籍「ネット犯罪の温床　ふたりの恋愛白書」（2018年6月7日）
- 電子書籍＆書籍「覚醒剤なんか要らない！」（2019年4月14日）
- 電子書籍＆書籍「気まぐれ横丁シャブ屋の街」（2021年4月1日）
- 電子書籍＆書籍「罪と更生 懺悔の値打ち」（2022年7月18日）
- 電子書籍＆書籍「親韓派も親日派も、あの日に帰りたい！」（2022年8月29日）[4]
- 電子書籍＆書籍「電気ブラン君に捧ぐ！」（2022年8月29日）
- 電子書籍＆書籍「改訂版 ネット犯罪の温床」（2023年2月22日）
- 電子書籍＆書籍「作詞家としての私とあなた」（2023年6月16日）
- 電子書籍＆書籍「お金が無くても負けないで」（2024年7月8日）
- 電子書籍＆書籍「ロングバージョン　逃亡者達のレクイエム」（2024年8月16日）

## 主な作品
- 札幌忍風（1982年）歌：三崎淳（マーキュリーレコード） 作詞：飯田つのみ 作曲：小林保二 編曲：小林保二
- 黄昏みなと (1983年) 歌：八代亜紀（センチュリーレコード） 作詞：飯田つのみ 作曲：藤本卓哉(藤本卓也) 編曲：藤本卓哉(藤本卓也) [5]
- ふりかえらないわ (1987年) 歌：長谷こういち（キングレコード） 作詞：飯田つのみ 作曲：きたたかし  編曲：只野通泰
- 振り向けば 愛（1999年）歌：きたこみね（ブロンレコード）作詞：飯田つのみ 作曲：きたたかし 編曲：筧哲郎
- 男のふるさと (2004年)　歌：新堀広介（ブロンレコード）作詞：飯田つのみ 作曲：きたたかし 編曲：筧哲郎
- ひとつ星 (2009年) 歌：きたこみね（ブロンレコード）作詞：飯田つのみ 作曲：きたたかし  編曲：新堀広介
- 旅路は仁義五十年 (2017年)（SMART SET FRIENDLY RECORD）作詞：飯田つのみ 作曲・編曲：高橋俊之
- 愛が無口だから (2017年)（SMART SET FRIENDLY RECORD）作詞：飯田つのみ 作曲・編曲：高橋俊之
- Times on the table(テーブルの上の思い出たち)(2017年)（SMART SET FRIENDLY RECORD）歌唱：飯田つのみ 作詞：飯田つのみ 作曲・編曲：立花真虎斗
- 君を照らすように (2017年)（SMART SET FRIENDLY RECORD）作詞：飯田つのみ 作曲・編曲：立花真虎斗
- 龍虎相搏 (2017年)（SMART SET FRIENDLY RECORD）作詞：飯田つのみ 作曲・編曲：佐々木義広
- 守るよ!～ Perfect Lovers (2017年)（SMART SET FRIENDLY RECORD）作詞：飯田つのみ 作曲・編曲：佐々木義広
- 極道くずれ (2018年)（SMART SET FRIENDLY RECORD）歌唱：竹垣悟 作詞：竹垣悟 補作詞：飯田つのみ 作曲・編曲：佐々木義広
- ハッピー！私達は幸せです！(2019年)（SMART SET FRIENDLY RECORD）歌唱：飯田つのみ　作詞：飯田つのみ 作曲・編曲：立花真虎斗
- 涙ぼろぼろ (2020年)（SMART SET FRIENDLY RECORD）作詞：飯田つのみ 作曲：佐藤誠　編曲：佐々木義広
- 気まぐれ横丁 (2020年)（SMART SET FRIENDLY RECORD）作詞：飯田つのみ 作曲：佐藤誠　編曲：佐々木義広
- 思い出結んで愛ゆらり (2022年)（SMART SET FRIENDLY RECORD）作詞：飯田つのみ 作曲・編曲：佐藤誠